# メイコン郡 (イリノイ州)
メイコン郡（英: Macon County）は、アメリカ合衆国イリノイ州の中央部に位置する郡である。人口は10万3998人（2020年）。郡庁所在地はディケーターであり、同郡で人口最大の都市である。
メイコン郡はディケーター都市圏に属している。

## 歴史
メイコン郡は1829年1月19日にシェルビー郡から分離して設立された。郡名はアメリカ独立戦争の時に大佐だったナサニエル・メイコンに因んで名付けられた。メイコンは後にノースカロライナ州選出のアメリカ合衆国上院議員を務め、1828年に辞任していた。

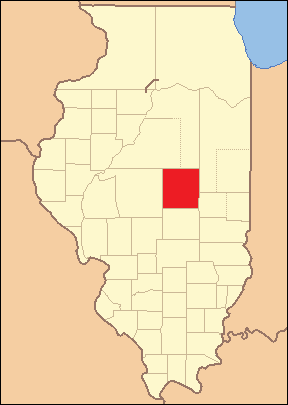
1829年創設時から1839年までの郡領域
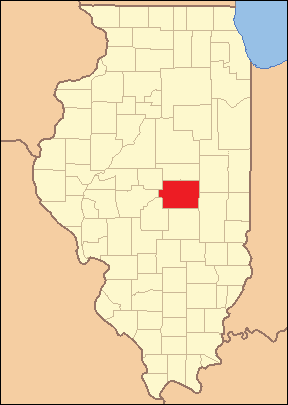
1839年から1841年まで
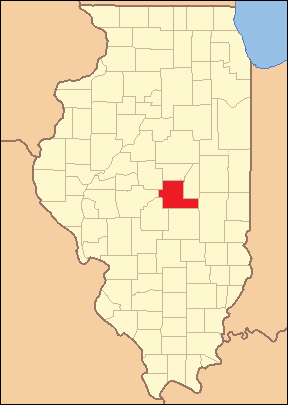
1841年から1843年まで
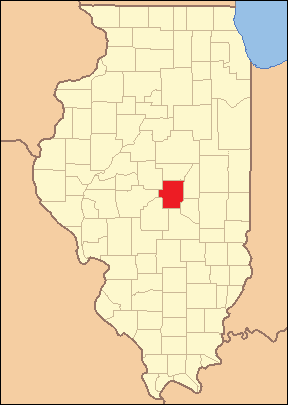
1843年から現在の領域

## 地理
アメリカ合衆国国勢調査局に拠れば、郡域全面積は585.86平方マイル (1,517.4 km2)であり、このうち陸地580.69平方マイル (1,504.0 km2)、水域は5.18平方マイル (13.4 km2)で水域率は0.88％である。
メイコン郡は州の中央にあるので、「イリノイ州のハート」と呼ばれることが多い。実際の中心はやや北西、西隣のローガン郡のチェスナット付近である。

### 主要高規格道路
- 州間高速道路72号線
- アメリカ国道51号線
- アメリカ国道36号線
- イリノイ州道48号線
- イリノイ州道105号線
- イリノイ州道121号線
- イリノイ州道128号線

### 隣接する郡
- デウィット郡 - 北
- ピアット郡 - 北東
- ムールトリー郡 - 南東
- シェルビー郡 - 南
- クリスチャン郡 - 南西
- サンガモン郡 - 西
- ローガン郡 - 北西

## 気候と気象
近年、郡庁所在地であるディケーター市の平均気温は1月の17°F (-8 ℃) から7月の88°F (31 ℃) まで変化している。過去最低気温は1905年2月に記録された-25°F (-32 ℃) であり、過去最高気温は1954年7月に記録された113°F (45 ℃) である。月間降水量は2月の1.95インチ (50 mm) から7月の4.54インチ (115 mm) まで変化している。

## 人口動態
以下は2000年国勢調査による人口統計データである。
| 基礎データ - 人口: 114,706人 - 世帯数: 46,561 世帯 - 家族数: 30,963 家族 - 人口密度: 76人/km2（198人/mi2） - 住居数: 50,241軒 - 住居密度: 33軒/km2（86軒/mi2） 人種別人口構成 - 白人: 83.48% - アフリカン・アメリカン: 14.06% - ネイティブ・アメリカン: 0.17% - アジア人: 0.57% - 太平洋諸島系: 0.02% - その他の人種: 0.33% - 混血: 1.36% - ヒスパニック・ラテン系: 0.98% 先祖による構成 - ドイツ系：23.8％ - アメリカ人：15.9％ - イギリス系：10.7％ - アイルランド系：9.9％ | 年齢別人口構成 - 18歳未満: 24.6% - 18-24歳: 9.8% - 25-44歳: 26.4% - 45-64歳: 24.0% - 65歳以上: 15.2% - 年齢の中央値: 38歳 - 性比（女性100人あたり男性の人口） - 総人口: 91.2 - 18歳以上: 87.5 世帯と家族（対世帯数） - 18歳未満の子供がいる: 29.6% - 結婚・同居している夫婦: 50.7% - 未婚・離婚・死別女性が世帯主: 12.2% - 非家族世帯: 33.5% - 単身世帯: 28.8% - 65歳以上の老人1人暮らし: 11.6% - 平均構成人数 - 世帯: 2.39人 - 家族: 2.93人 収入と家計 - 収入の中央値 - 世帯: 37,859米ドル - 家族: 47,493米ドル - 性別 - 男性: 39,107米ドル - 女性: 22,737米ドル - 人口1人あたり収入: 20,067米ドル - 貧困線以下 - 対人口: 12.9% - 対家族数: 9.3% - 18歳未満: 19.0% - 65歳以上: 8.2% |

### 収入

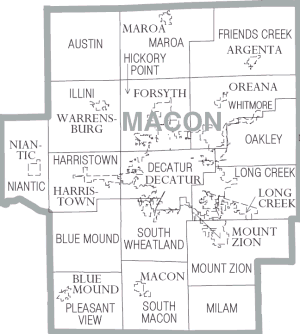
メイコン郡郡区図

## 郡区
メイコン郡は下記17の郡区に分割されている。
| - オースティン - ブルーマウンド - ディケーター - フレンズクリーク - ハリスタウン | - ヒッコリーポイント - イリニ - ロングクリーク - マロア - ミラム | - マウントザイオン - ナイアンティック - オークリー - プレザントビュー - サウスメイコン | - サウスウィートランド - ウィットモア |

## 都市と町
| - ディケーター - 郡庁所在地 - アージェンタ - ベアーズデール - ブルーマウンド - エメリー | - フォーサイス - ハリスタウン - ロングクリーク - メイコン - マロア | - マウントザイオン - ニューバーグ - ナイアンティック - オークリー - オレアナ | - ウォーレンズバーグ |